# Tenis junior
Tenis Junior es una modalidad de tenis para jóvenes no profesionales, donde los participantes deben ser menores de 18 años de edad y bajo supervisión de un padre o de un tutor. Varios de sus jugadores también participan en torneos profesionales.
Las competiciones de equipos se dividen en tres grupos de edad: 14 años o menores, 16 años o menores y 18 años o menores. Las tres categorías permiten a los jóvenes tenistas la oportunidad de experimentar el ambiente de competiciones internacionales y jugar con equipo de su país.
Los deportistas que desean pertenecer a la liga deben obtener un IPIN (Número Internacional de Identificación de Jugadores) a través de la Federación Internacional de Tenis. De esta manera pueden participar en los torneos del Circuito mundial juvenil de tenis ITF, del Circuito ITF Pro o del NEC Tour en Silla de Ruedas.

## Federación Internacional de Tenis
La Federación Internacional de Tenis (ITF por sus siglas en inglés) organiza el Circuito mundial juvenil de tenis ITF, donde les permite a los jugadores obtener un ranking mundial de juniors y les da la oportunidad de meterse en el ranking de la ATP o de la WTA respectivamente. La mayoría de los jugadores juniors que entran al circuito internacional tienen que ir progresando posteriormente en el ITF World Tennis Tour y ATP Challenger Tour antes de entrar al ATP Tour; en estos tres también participan profesionales o adultos. Aunque, algunos juniors, como el australiano Lleyton Hewitt y el francés Gael Monfils, se fueron directamente del tour junior al ATP Tour, dominando los torneos juniors y aprovechando las oportunidades que les dieron para participar en el circuito profesional.

### Historia
El concurso internacional de equipo para jugadores de 14 años o menores, fue iniciado en 1991. Para jugadores de 16 años o menores se puso en marcha en 1985 como la Copa Mundial de la Juventud, NEC Corporation fue su patrocinador principal entre 1988 y 2001. 
Desde el 2002, a través de una nueva asociación con BNP Paribas, se realiza el torneo junior internacional para niños llamado "Junior Davis Cup by BNP Paribas", y el torneo para niñas llamado "Junior Fed Cup". Además se realizan los torneos TF Sunshine Cup y Connolly Continental Cup para hombres y mujeres respectivamente de la categoría de 18 años o menores. La ITF se hace cargo de la gestión de ambos eventos desde 1997.

## Rankings
En el 2004, la ITF implementó unos nuevos rankings donde el proyecto era animar la mayor participación en dobles, combinando dos rankings (individuales y dobles), en una cuenta combinada. Los tornoes juniors no ofrecen dinero excepto los Grand Slam. Los juniors pueden ganar renta con el tenis participando en los torneos Futures, Satellites o Challenger. Los torneos están puestos en diferentes grados, dependiendo de las cantidades de puntos para el ranking que ofrezcan, terminando con los del grado A y con los Grand Slam de juniors- los eventos de junior con mayor prestigio y que además ofrecen como premio dinero.

### Ranking junior masculino
Fuente: Ranking junior masculino de la Federación Internacional de Tenis para el 20 de enero de 2025.
| Clasificación | Deportista             | País            | Año de nacimiento | Puntaje |
| 1             | Mees Röttgering        | Países Bajos    | 2007              | 2858    |
| 2             | Maxim Mrva             | República Checa | 2007              | 2298    |
| 3             | Jan Kumstát            | República Checa | 2007              | 2024    |
| 4             | Amir Omarkhanov        | Kazajistán      | 2007              | 1723    |
| 5             | Andrés Santamarta Roig | España          | 2007              | 1709    |
| 6             | Jack Kennedy           | Estados Unidos  | 2008              | 1576    |
| 7             | Federico Cina          | Estados Unidos  | 2007              | 1571    |
| 8             | Jagger Leach           | Países Bajos    | 2007              | 1814    |
| 9             | Oliver Bonding         | Reino Unido     | 2007              | 1559    |
| 10            | Oskari Paldanius       | Finlandia       | 2007              | 1491    |

### Ranking junior femenino
Fuente: Ranking junior femenino de la Federación Internacional de Tenis para el 30 de enero de 2024.
| Clasificación | Deportista          | País            | Fecha de nacimiento | Puntaje |
| 1             | Emerson Jones       | Australia       | 2008                | 3230    |
| 2             | Iva Jovic           | Estados Unidos  | 2007                | 2040    |
| 3             | Tyra Caterina Grant | Estados Unidos  | 2008                | 1990    |
| 4             | Mika Stojsavljevic  | Reino Unido     | 2008                | 1899    |
| 5             | Jéline Vandromme    | Bélgica         | 2007                | 1890    |
| 6             | Wakana Sonobe       | Japón           | 2008                | 1980    |
| 7             | Teodora Kostović    | Serbia          | 2007                | 1850    |
| 8             | Kristina Penickova  | Estados Unidos  | 2009                | 1690    |
| 9             | Tereza Krejčová     | República Checa | 2008                | 1550    |
| 10            | Elizara Yaneva      | Bulgaria        | 2007                | 1660    |

## Participantes notables
Varios jugadores de tenis han participado en uno o más torneos juniors. Estos tenistas habían alcanzado un porcentaje superior a 6 en su provincia/estado. Entre ellos se consideran: